# Бызовы
Бызовы — деревня в Холмогорском районе Архангельской области.

## География
Находится в центральной части Архангельской области на расстоянии приблизительно 20 км на юг-юго-восток по прямой от села Емецк на левобережье реки Северная Двина.

## История
Деревня входит в группу деревень Ныкола. Упоминалась в 1905 году. В советское время работали колхозы «Маяк» и «Красный Север», совхоз «Емецкий». В 1939 году отмечалась в составе Звозо-Ныкольского сельсовета Емецкого района. До 2015 года входила в Зачачьевское сельское поселение, с 2015 по 2022 в Емецкое сельское поселение до его упразднения.

## Население
Численность населения: 15 человек (русские 93 %) в 2002 году, 13 в 2010.